# Sowjetischer Ehrenfriedhof (Dallgow-Döberitz)

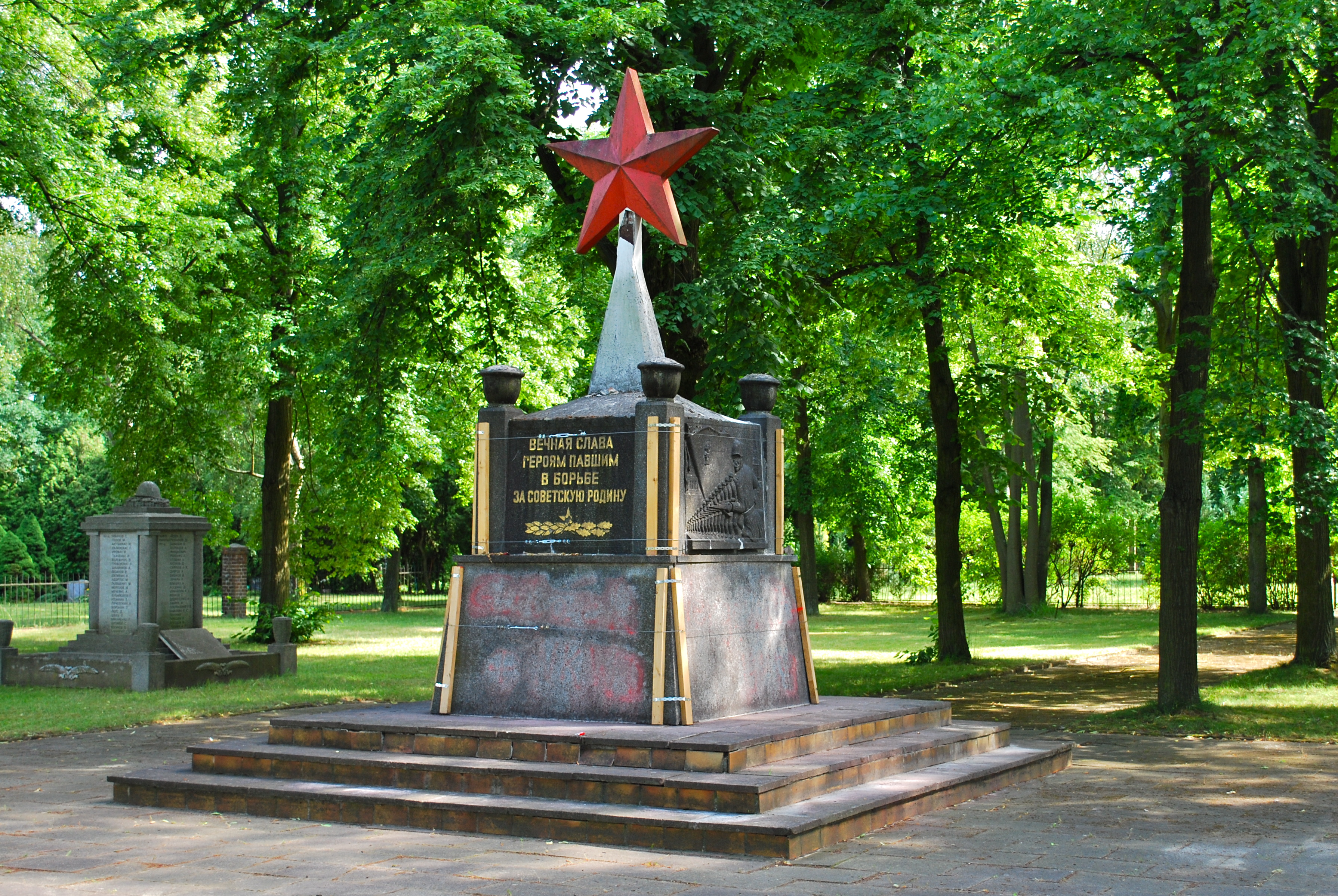
Stele auf dem Sowjetischen Ehrenfriedhof

Der Sowjetische Ehrenfriedhof in der Gemeinde Dallgow-Döberitz ist im Landkreis Havelland im Land Brandenburg unmittelbar an der Bundesstraße 5 gelegen und steht unter Denkmalschutz sowie unter dem Schutz des deutsch-russischen Kriegsgräberabkommens. Auf dem Friedhof liegen 628 sowjetische Soldaten begraben, die kurz vor Ende des Zweiten Weltkrieges auf dem Weg nach Berlin gefallen sind. Inmitten des Geländes befindet sich eine Stele mit rotem Stern, an deren Seiten in russischer Sprache die Inschrift Ruhm den im Kampf für das sowjetische Vaterland gefallenen Helden in goldener Schrift eingraviert ist.  An einer Seite befindet sich ein Relief, welches Lenins Kopf auf einer wehenden Flagge über mehreren Soldaten der sowjetischen Armee zeigt und das sich ebenso auf Kriegsdenkmälern Hennigsdorf und im Treptower Park in Berlin befindet. Die Namen, militärischen Ränge und Todesdaten der Soldaten sind auf vier die Stele umrandenden Steinen in kyrillischer Schrift vermerkt, zehn Soldaten sind namentlich unbekannt.